# Klára Russo
Klára Russo, rozená Hulmáková (* 11. března 1992 Benešov), též známá pod přezdívkou klarka__h, je česká influencerka, podnikatelka a designérka.

## Studium
Vystudovala Střední uměleckou školu textilních řemesel - SUŠTŘ a VOŠTŘ Praha v oboru Módní návrhář. V letech 2011-2016 studovala na Fakultě architektury ČVUT. V roce 2014 zde na ústavu průmyslového designu získala titul BcA. v ateliéru Reného Šulce a Marie Doucet. V roce 2016 na ústavu designu získala titul MgA. v ateliéru experimentálního designu pod vedením Mariana Karla a Josefa Šafaříka. Následně zde v roce 2016 nastoupila na doktorské studium pod vedením Mariana Karla se zájmem o psychologii v designu, kde studuje až do současnosti.[kdy?] Její práce je publikovaná ve sborníku Sklo ve vytvarné a designerské praxi.[zdroj?]

## Kariéra
Během svého doktorského studia začala poprvé učit a aktivně se zapojovat v oblasti vzdělávání na ČVUT a o rok později dostala nabídku učit také na soukromé mezinárodní škole v Praze.[zdroj?]
S natáčením videí na zábavní platformu TikTok začala v roce 2020, kde s lidmi sdílela život učitelky. Proslavila se zejména v době pandemie díky videím z vyučování, kde lidem formou zábavních videí ukazovala náročnost povolání učitele a jak funguje distanční vzdělávání. Díky tomu, že byla první učitelkou v Čechách, která sdílela podobný obsah na sociálních sítích, začala její sledovanost rychle růst. Velmi rychle do své tvorby zařadila také vzdělávací videa, kde studentům radí, jak úspěšně zvládnout maturitu či státní zkoušky, a aktivně se vyjadřuje i k otázkám duševního zdraví studentů, moderního vzdělávání a elektroniky ve výuce. Nyní[kdy?] Klára do své tvorby zakomponovává i videa ze svého osobního života a natáčí i se svým manželem Nicolasem původem z Texasu v USA. S ním momentálně[kdy?] čeká chlapečka a společně mluví o soužití mezinárodního páru, o kulturních rozdílech a jazykových bariérách. V roce 2023 si ji společnost Tiktok vybrala jako oficiální ambasadorku pro Českou republiku na cestu do Izraele.
Dnes[kdy?] ji na jejím tiktokovém kanále pod přezdívkou klarka__h sleduje přes 450 000 lidí, na instagramovém účtu přes 120 000 lidí.